# Municipio de Washington (condado de Wood)
El municipio de Washington (en inglés: Washington Township) es un municipio ubicado en el condado de Wood en el estado estadounidense de Ohio. En el año 2010 tenía una población de 1841 habitantes y una densidad poblacional de 33,11 personas por km².

## Geografía
El municipio de Washington se encuentra ubicado en las coordenadas 41°25′21″N 83°45′36″O / 41.42250, -83.76000. Según la Oficina del Censo de los Estados Unidos, el municipio tiene una superficie total de 55.6 km², de la cual 54,12 km² corresponden a tierra firme y (2,67 %) 1,48 km² es agua.

## Demografía
Según el censo de 2010, había 1841 personas residiendo en el municipio de Washington. La densidad de población era de 33,11 hab./km². De los 1841 habitantes, el municipio de Washington estaba compuesto por el 97,5 % blancos, el 0,22 % eran afroamericanos, el 0,05 % eran amerindios, el 0,16 % eran asiáticos, el 1,09 % eran de otras razas y el 0,98 % eran de una mezcla de razas. Del total de la población el 3,69 % eran hispanos o latinos de cualquier raza.